# Овальний (вулкан)
Овальний - згаслий вулкан на півострові Камчатка, Росія. Вулкан належить до Західного вулканічного району Серединного вулканічного поясу. Він знаходиться в міжріччі річок Перевалова і Жгачка (праві притоки річки Тігіль). Форма вулкана - пологий правильний щит. У географічному плані основа вулкана близька за формою до кола з діаметром 10 км, займає площу 65 км2, обсяг виверженого матеріалу 9 км3. Абсолютна висота вулкану - 731 м, відносна - 350 м. 
Діяльність вулкана відносять до середньо-верхньочетвертиного періоду.